# Шарфенберг, Карл
Карл Шарфенберг (нем. Karl Wilhelm Heinrich Friedrich Scharfenberg; 3 марта 1874, Висмар — 5 января 1938, Гота) — инженер вагоностроительного завода L. Steinfurt AG в Кёнигсберге.
В 1903 году изобрёл прибор для автоматической сцепки вагонов, названный его именем (нем. Scharfenbergkupplung или Schaku, германский патент оформлен 18 марта 1904 года). В сцепке Шарфенберга сразу осуществляется механическое соединение и подключение электрических цепей. Сцепка Шарфенберга применяется в системе многих единиц у вагонов метро и некоторых типах трамвайных вагонов (например, Татра Т6В5).
В 1921 году основал компанию «Scharfenberg Aktiengesellschaft», в 1925 году сцепка Schaku начала использоваться на «Berliner S-Bahn» и «Hamburger Hochbahn».